# Србија на Светском првенству у атлетици на отвореном 2022.
Србија је на 18. Светском првенству у атлетици на отвореном 2022. одржаном у Јуџину  од 15. до 25. јула, учествовала осми пут као самостална земља, са 3 атлетичара (1 мушкарац и 2 жене) у 2 дисциплине (1 мушка и 1 женска).,
На овом првенству представници Србије нису освојили ниједну медаљу.
У табели успешности према броју и пласману такмичара који су учествовали у финалним такмичењима (првих 8 такмичара) Србија је са 1 учесницом у финалу делила 67. место са 2 бода.
| Пл.  | Земља  | 1. место | 2. место | 3. место | 4. место | 5. место | 6. место | 7. место | 8. место | Бр. фин. | Бод. |
| ---- | ------ | -------- | -------- | -------- | -------- | -------- | -------- | -------- | -------- | -------- | ---- |
| =67. | Србија | 0        | 0        | 0        | 0        | 0        | 0        | 1        | 0        | 1        | 2    |

## Учесници
| Мушкарци: - Бошко Кијановић — 400 м | Жене: - Ивана Вулета — Скок удаљ - Милица Гардашевић — Скок удаљ |  |

## Резултати

### Мушкарци
| Атлетичар       | Дисциплина | Лични рекорд | Квалификације | Квалификације | Полуфинале           | Полуфинале           | Финале               | Финале  | Детаљи |
| Атлетичар       | Дисциплина | Лични рекорд | Резултат      | Место         | Резултат             | Место                | Резултат             | Место   | Детаљи |
| --------------- | ---------- | ------------ | ------------- | ------------- | -------------------- | -------------------- | -------------------- | ------- | ------ |
| Бошко Кијановић | 400 м      | 45,59 НР     | 46,85         | 7. у гр. 4    | Није се квалификовао | Није се квалификовао | Није се квалификовао | 35 / 41 |        |

### Жене
| Атлетичарка       | Дисциплина | Лични рекорд | Квалификације | Квалификације | Полуфинале            | Полуфинале            | Финале   | Финале      | Детаљи |
| Атлетичарка       | Дисциплина | Лични рекорд | Резултат      | Место         | Резултат              | Место                 | Резултат | Место       | Детаљи |
| ----------------- | ---------- | ------------ | ------------- | ------------- | --------------------- | --------------------- | -------- | ----------- | ------ |
| Ивана Вулета      | Скок удаљ  | 7,10 НР      | 6,65 кв       | 6. гр. Б      |                       |                       | 6,84     | 7 / 24 (26) |        |
| Милица Гардашевић | Скок удаљ  | 6,81         | Без пласмана  | Без пласмана  | Није се квалификовала | Није се квалификовала |          |             |        |